# Chris Chocola
Joseph Christopher „Chris” Chocola (ur. 24 lutego 1962) – amerykański polityk, członek Partii Republikańskiej. W latach 2003–2007 był przedstawicielem drugiego okręgu wyborczego w stanie Indiana do Izby Reprezentantów Stanów Zjednoczonych.